# Міке Єнсен
Міке Єнсен (дан. Mike Jensen, нар. 19 лютого 1988, Герлев) — данський футболіст, півзахисник клубу «Кеге» і національної збірної Данії.
Син колишнього футболіста і футбольного тренера Генріка Єнсена.

## Клубна кар'єра
У дорослому футболі дебютував 2005 року виступами за команду клубу «Брондбю», в якій провів три сезони, взявши участь лише у 28 матчах чемпіонату. 
Частину 2008 року провів у Швеції, де на умовах оренди захищав кольори команди клубу «Мальме».
Повернувшись з оренди до «Брондбю» у 2009, почав отримувати більше ігрового часу і провів ще чотири сезони.
До складу норвезького «Русенборга» перейшов 2013 року.

## Виступи за збірні
2002 року дебютував у складі юнацької збірної Данії, взяв участь у 52 іграх на юнацькому рівні, відзначившись 7 забитими голами.
Протягом 2008–2011 років залучався до складу молодіжної збірної Данії. На молодіжному рівні зіграв у 37 офіційних матчах, забив 4 голи. Був учасником молодіжного Євро-2011.
2010 року дебютував в офіційних матчах у складі національної збірної Данії. Наразі провів у формі головної команди країни 7 матчів.
| Дата       | Місто          | Господарі            | Результат        | Гості     | Турнір            | Голи | Примітки |
| ---------- | -------------- | -------------------- | ---------------- | --------- | ----------------- | ---- | -------- |
| 11-8-2010  | Копенгаген     | Данія                | 2 – 2            | Німеччина | товариський матч  | -    | 46'      |
| 14-8-2013  | Гданськ        | Польща               | 3 – 2            | Данія     | товариський матч  | -    | 78'      |
| 3-6-2016   | Тойота         | Боснія і Герцеговина | 2 – 2 (4-3 п.п.) | Данія     | товариський матч  | -    | 46'      |
| 15-11-2016 | Млада Болеслав | Чехія                | 1 – 1            | Данія     | товариський матч  | -    |          |
| 1-9-2017   | Копенгаген     | Данія                | 4 – 0            | Польща    | Відбір до ЧС 2018 | -    | 86'      |
| 27-3-2018  | Ольборг        | Данія                | 0 – 0            | Чилі      | товариський матч  | -    | 72' 80'  |
| 16-10-2018 | Гернінг        | Данія                | 2 – 0            | Австрія   | товариський матч  | -    | 63'      |
| Усього     |                | Матчів               | 7                |           | Голів             | 0    |          |

## Досягнення
- Чемпіон Норвегії (4):

«Русенборг»:  2015, 2016, 2017, 2018
- Володар Кубка Данії (1)

«Брондбю»: 2007-08
- Володар Кубка Норвегії (3):

«Русенборг»:  2015, 2016, 2018
- Володар Суперкубка Норвегії (2):

«Русенборг»:  2017, 2018